# Zaad (plant)
|                                           |  |           |
| Pronkboonzaad met pluimpje (opengesneden) |  | Pronkboon |

Een zaad is het belangrijkste overlevingsorgaan bij zaadplanten. Het zaad is een uitgegroeid zaadbeginsel of zaadknop. Bij naaktzadigen staan de zaadknoppen vrij, bij bedektzadigen staan één of meer zaadknoppen in het vruchtbeginsel. Een vruchtbeginsel kan bij veel soorten verder uitgroeien tot een vrucht.

## Zaden en vruchten
Er wordt ook gesproken van zaden, terwijl het eigenlijk vruchten zijn die zaad bevatten. Zo wordt bij de composietenfamilie vaak gesproken van zaden (andijviezaad, zonnebloempitten enz.), terwijl het nootjes zijn waarin één zaad zit. Bij grassen heeft men het over "graszaad", terwijl het een graanvrucht met de al of niet omhullende kafjes is. Bonen, erwten en linzen zijn zaden van peulvruchten, De naam peulvrucht slaat op de peulen met daarin het zaad.

## Anatomie
Het zaad ontwikkelt zich uit een zaadknop (ovulum), dat op een placenta staat. De zaadknop bestaat uit een nucellus, die door twee integumenten is omgeven en waarbij de kiemopening (micropyle) openblijft. In de nucellus bevindt zich de embryozak, met daarin een eicel of een eicelkern.
Na de bevruchting groeit de zaadknop verder uit. Bij rijpheid laat het zaad los van de zaadstreng (funiculus), wat op het zaad zichtbaar is als navel (hilum). In kenmerkende gevallen bestaat het zaad uit de zaadhuid (testa), een kiempje (embryo) en meestal ook met reservevoedsel voor het kiempje.
Het kiempje bestaat uit:
- een pluimpje dat gevormd wordt door een stengeltje en opgevouwen bladeren.
- de zaadlobben en
- een wortel.

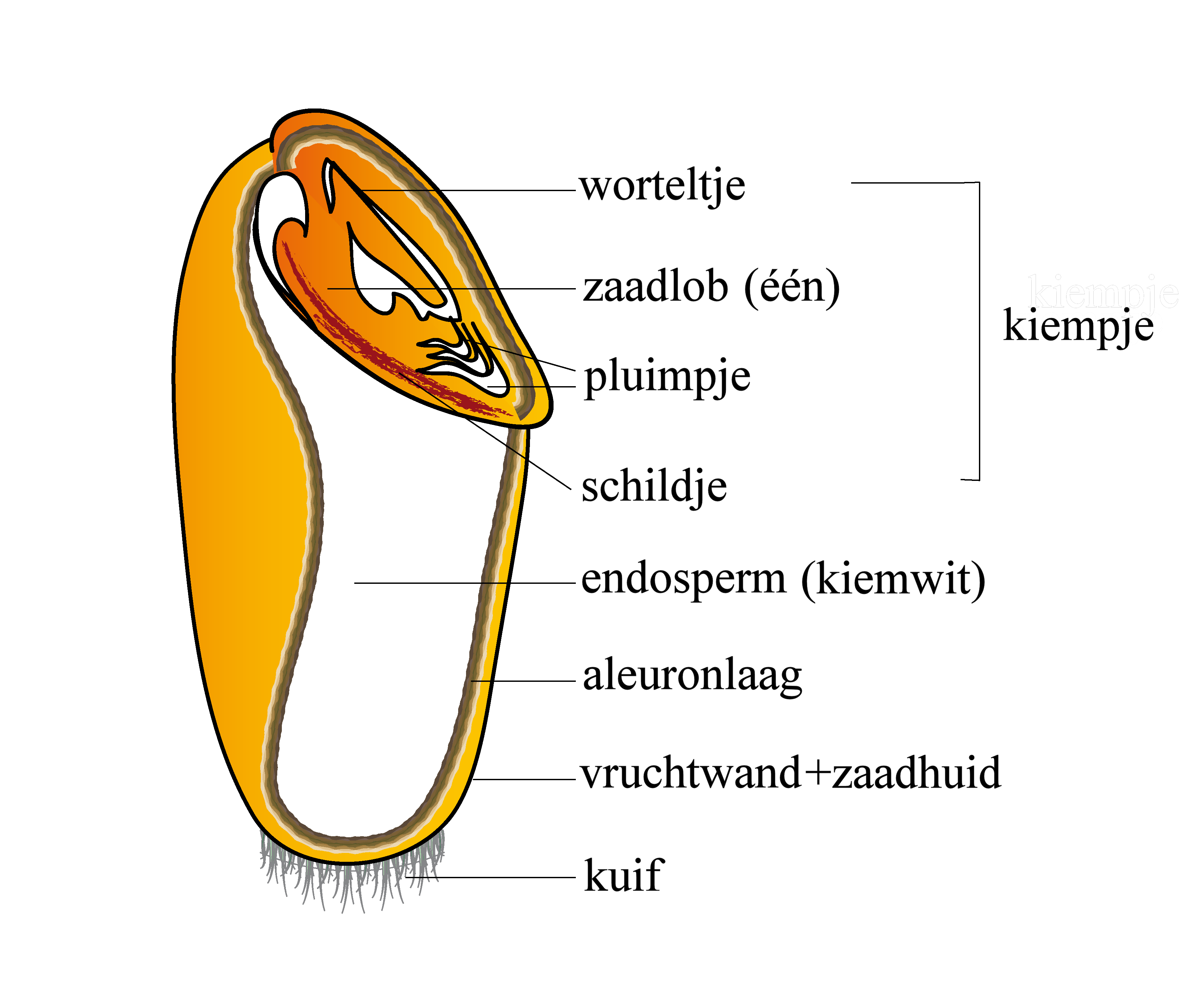
Vrucht van een eenzaadlobbige (tarwekorrel)
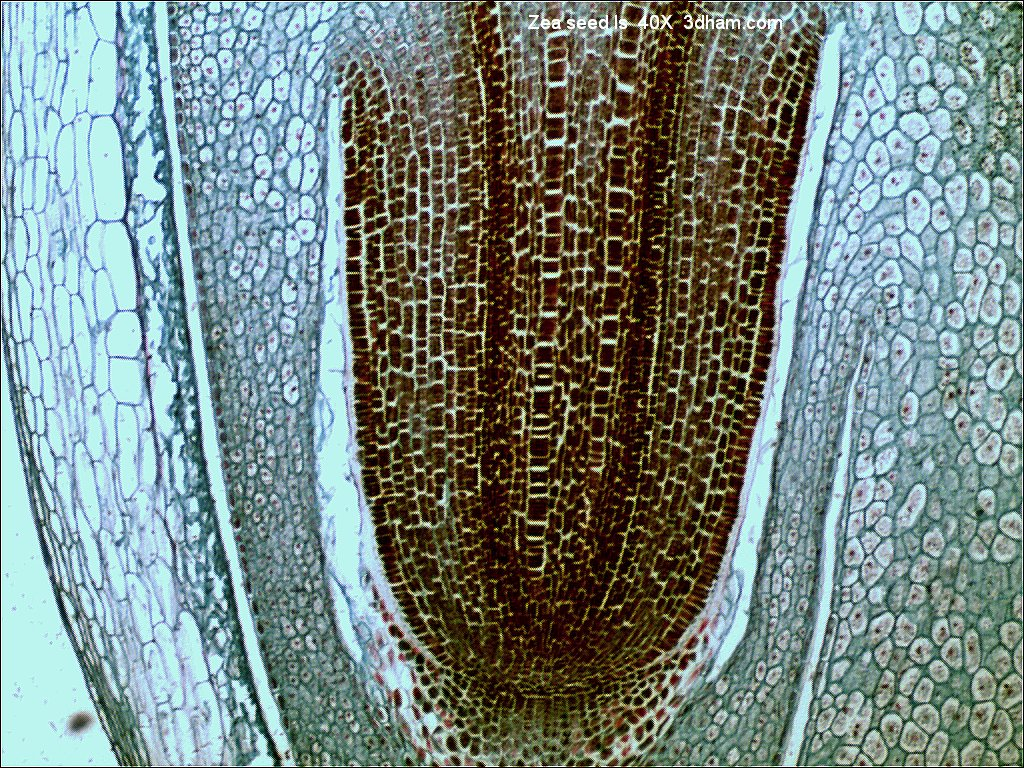
Lengtedoorsnede van een maïskorrel
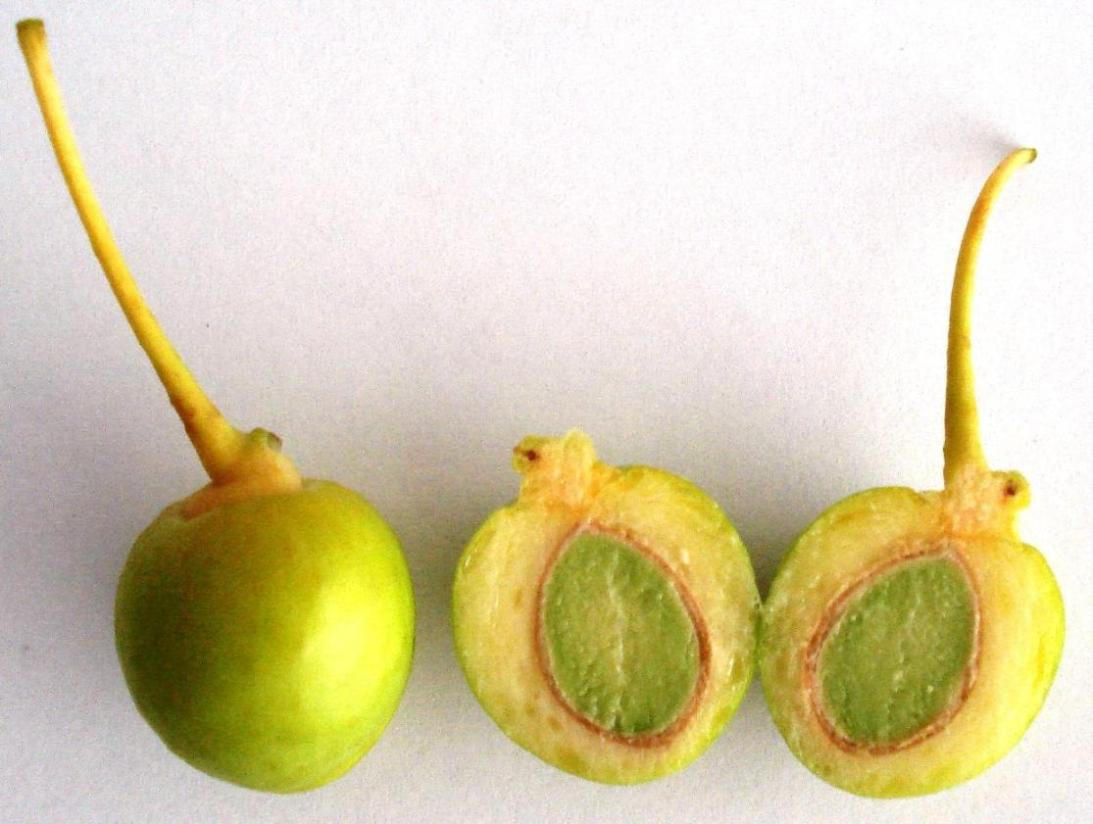
Zaden van de naaktzadige Japanse notenboom (Ginkgo biloba)

### Ontwikkeling van het zaad

Ontwikkeling van het zaad in zes stadia
----

Stadium I - Zygote StadiumNa dubbele bevruchting zijn het endosperm en de zygote zichtbaar.
Stadium II - Proëmbryonaal-stadiumDe zygote deelt zich om een proëmbryo te vormen en er vormt zich een suspensor om voedingsstoffen van het endosperm naar het embryo over te brengen, waardoor het embryo kan groeien.
Stadium III - Bolvormig stadiumHet proëmbryo bevat talrijke cellen. De wortel-scheut-as is zichtbaar. De embryonale cellen nabij de suspensor zullen de wortel vormen, terwijl de embryonale cellen aan het andere uiteinde nabij de bovenkant van het embryo de stengel zullen worden. Er zijn cellen aan de rand van het embryo die de epidermis zullen worden.
Stadium IV - HartstadiumCeldeling in het embryo creëert een hartvormig embryo waardoor de zaadlobben zichtbaar worden.
Stadium V - TorpedofaseDe wortel neemt de vorm van een torpedo aan. De topmeristemen van de wortel en de stengel verschijnen. Ook aanwezig is het grondmeristeem. De zaadlobben zijn duidelijk zichtbaar en beginnen te buigen.
Stadium VI - Volwassen embryonaal stadiumHet epicotyl, dat bijdraagt aan de stengel en hypocotyl, dat bijdraagt aan de wortel, worden samen met de kiemwortel zichtbaar. De zaadlobben zijn zeer duideijk zichtbaar. Procambium is te zien in de kern van het embryo. De integumenten van de zaadknop worden de zaadhuid.

## Reservevoedsel
Bij de eenzaadlobbigen (monocotylen) zit het reservevoedsel, vaak in vorm van vetten of als zetmeel, opgeslagen in amyloplasten) in het endosperm (kiemwit) en wordt het pluimpje omgeven door een pluimschede (coleoptyl).
Bij de tweezaadlobbigen (dicotylen) is het reservevoedsel uit het endosperm meestal overgegaan in de beide zaadlobben (cotylen), maar bij sommige plantensoorten kan het ook nog in het endosperm zitten. Het endosperm is vaak rijk aan zetmeel (maïs), olie (koolzaadolie) en eiwitten (erwt, boon). Het zaad wordt omgeven door een meer of minder dikke zaadhuid en is afkomstig van de beide integumenten uit het vruchtbeginsel. De zaadhuid bij appel is leerachtig, maar bij braam of rode bes versteend. Verder heeft het zaad een navel (hilum), waarmee het aan de zaadlijst heeft vastgezeten en een kiemopening (poortje of micropyle)(op de foto van de pronkboon boven de navel), waardoor het worteltje van het kiempje bij de kieming naar buiten komt. Aan de andere kant van de navel (op de foto van de pronkboon onder de navel) zit de plaats waar de vaatbundel (chalaza) eindigt.
Aan sommige zaden zit een zaadmantel of zaadrok, een vlezig (fruitachtig) omhulsel of aanhangsel. Het gaat hier om een uitgroeisel van het zaad of de zaadsteel. De wetenschappelijke term is "arillus".

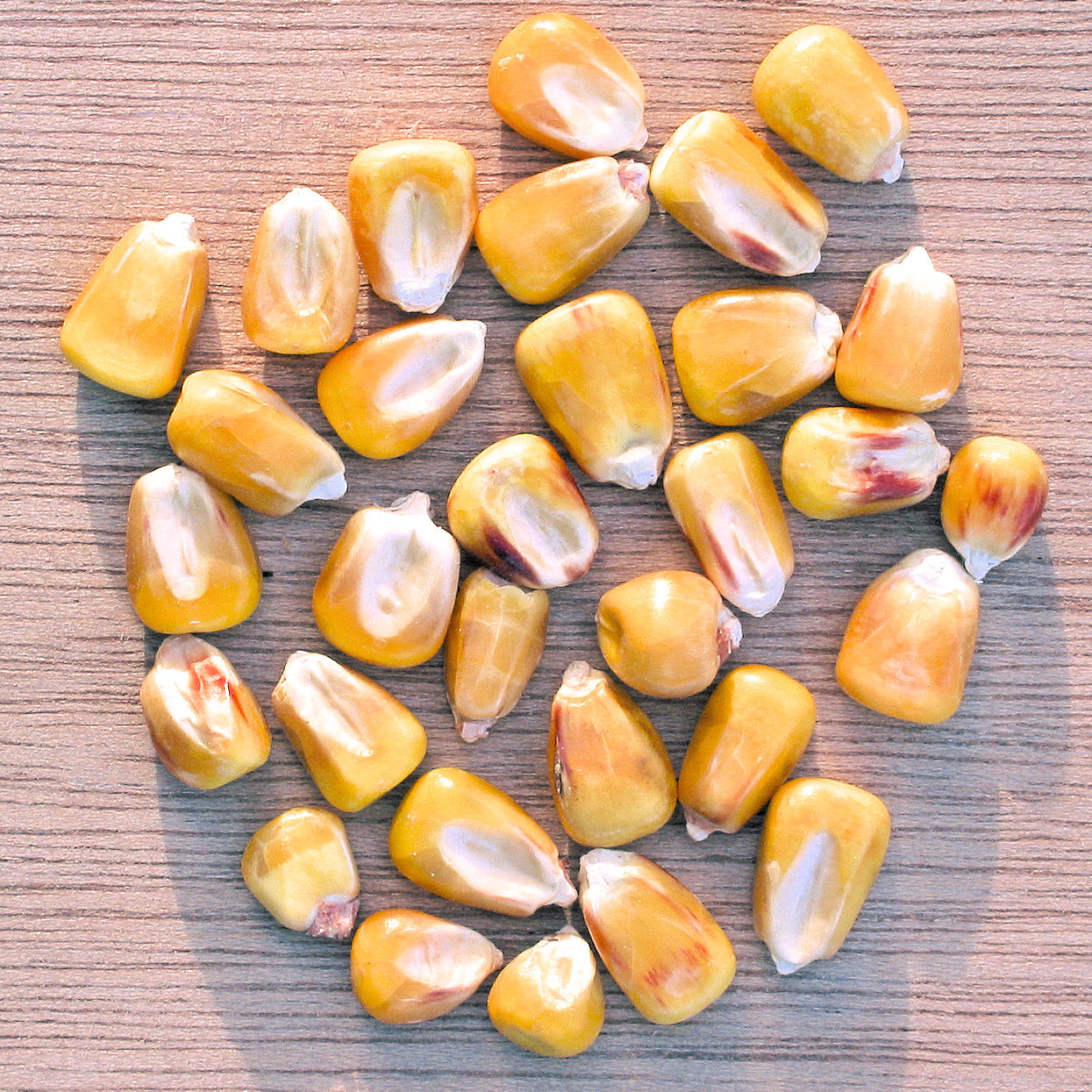
Maiskorrels, cellen gevuld met zetmeelkorrels (amyloplasten).

## Natuurlijke verspreidingswijze van zaden
De verspreiding van zaden is een belangrijke fase in de levenscyclus van planten. Zaden kunnen op een natuurlijke wijze worden verspreid door de plant zelf, door wind, water, dieren of de mens. Ook kunnen de zaden mechanisch verspreid worden.

### Wind
Verspreiding door de wind wordt anemochorie genoemd. Door speciale aanhangsels aan de vrucht, het zaad of zaadvormen kan de wind het zaad verspreiden.
Zo zit bijvoorbeeld aan de vrucht van de paardenbloem het vruchtpluis of pappus in de vorm van een soort parapluutje. De pappus is in feite de bloemkelk. Het vruchtpluis zit vast op een steeltje (het rostrum), daaronder zit de piramide en het vruchtlichaam. Dit laatste heeft ribben en bevat veelal stekels aan de bovenkant.
Ook zijn er veel soorten gevleugelde vruchten zoals bij de gewone esdoorn (Acer pseudoplatanus) en de Krimlinde (Tillia ×europea).
Zeer fijn zaad zoals bij tabak, orchideeën of bremraap wordt ook door de wind verspreid.

### Dieren
Verspreiding door dieren wordt zoöchorie, door de mens anthropochorie en door mieren myrmecochorie genoemd.
Vogels dragen in belangrijke mate bij aan de verspreiding van zaden door het eten van bessen en andere soorten vruchten en door het verslepen van noten. Van de gaai is het bekend dat deze in het najaar eikels begraaft, om later te kunnen foerageren van de zaadlobben van de gekiemde eikels. Er zijn ook zaden van sommige plantensoorten die eerst door het maag-darmkanaal van een vogel gegaan moeten zijn alvorens te kunnen kiemen.
Ook zoogdieren en reptielen verspreiden zaden door het eten van bessen, het verslepen van noten of het in hun vacht meenemen van klitten of zaden. De zaden van kleefkruid hechten zich makkelijk aan veel materialen.
Omdat aan sommige myrmecochore zaden een mierenbroodje zit, worden deze door mieren versleept. Een voorbeeld zijn de zaden van holwortel.

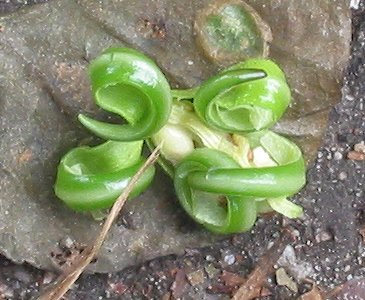
Opengesprongen vrucht met zaden van reuzenbalsemien.

### Door de plant zelf
Verspreiding door de plant zelf wordt ook wel autochorie genoemd.
- Mechanisch. Bij ooievaarsbek (Geranium) en springzaad (Impatiens, zoals  reuzenbalsemien Impatiens glandulifera) springen de vruchten bij aanraking zodanig open dat de zaden weggeschoten worden. Bij viooltjes, Euphorbia's springt de doosvrucht open bij droogte en worden de zaden weggeslingerd: ballistochorie.
- Fysiologisch. Bij de springkomkommer (Ecballium elaterium) worden (bij aanraking) de zaden weggespoten.

### Water
Verspreiding door water ofwel hydrochorie.
- Nautohydrochoren. Sommige zaden kunnen makkelijk blijven drijven door luchtholten in de wand of een waterdichte wand en kunnen langs oevers tot ontkieming komen. Bij overstromingen komen de zaden verder landinwaarts terecht. Dit komt voor bij de zaden van de els en kokosnoot.
- Ombrohydrochoren. De verspreiding gebeurt door spatwater van opvallende regendruppels.

## Wateropname
Zaad kan actief en passief water opnemen. Bij sommige zaden kan door de gehele zaadhuid water opgenomen worden. Bij andere zaden zijn er speciale plekken in de zaadhuid. Soms moet de zaadhuid eerst beschadigd worden alvorens het zaad water kan opnemen (scarificeren). In deze fase is de wateropname passief. Met de opname van water (imbibitie) begint de kieming en gaat het zaad als het nog kiemkrachtig is actief water opnemen.
Dat betekent dat men zelf bijvoorbeeld appelzaad kan laten ontkiemen als men het in vochtig keukenpaper wikkelt en een tijd in een gesloten bakje bewaart. Of er ook koudstratificatie nodig is, hangt af van het soort zaad.

## Zaadproductie
Zaadproductie en zaadteelt voor tuin-, land- en bosbouw is grotendeels ondergebracht bij zaadbedrijven. De meeste groenten, bloemen, kruiden en akkerbouwgewassen hebben immers een één- of tweejarige cyclus (leven dus maar 1 of 2 jaar), waardoor er jaarlijks veel zaad geproduceerd moet worden. Ook voor de vermeerdering van meerjarige planten en bomen is zaadproductie nodig.

## Culinair
Sommige zaden zijn eetbaar en worden gebruikt voor het garneren van onder andere salades, broodjes zoals pistolets en kaiserbroodjes. Uit oliezaden kan olie onttrokken worden. Enkele bekende eetbare groepen van zaden en vruchten zijn:
- echte zaden: sesamzaad, (blauw)maanzaad, hennepzaad, chiazaad, pompoenpitten, lijnzaad
- "peulvruchten" zijn zaden: gewone boon, erwten, linzen, keker of kikkererwt
- "graanvruchten" zijn vruchten: gewone tarwe, gerst, spelt, haver, gierst
- verdere vruchten: zonnebloempitten, anijszaad, karwijzaad of kummel, komijn